# Zawój
Zawój – nieistniejąca obecnie wieś w Polsce położona w województwie podkarpackim, w powiecie leskim, w gminie Cisna w Bieszczadach. Leży na lewym brzegu rzeki Wetlinki, u stóp wzniesienia Pereszliba.

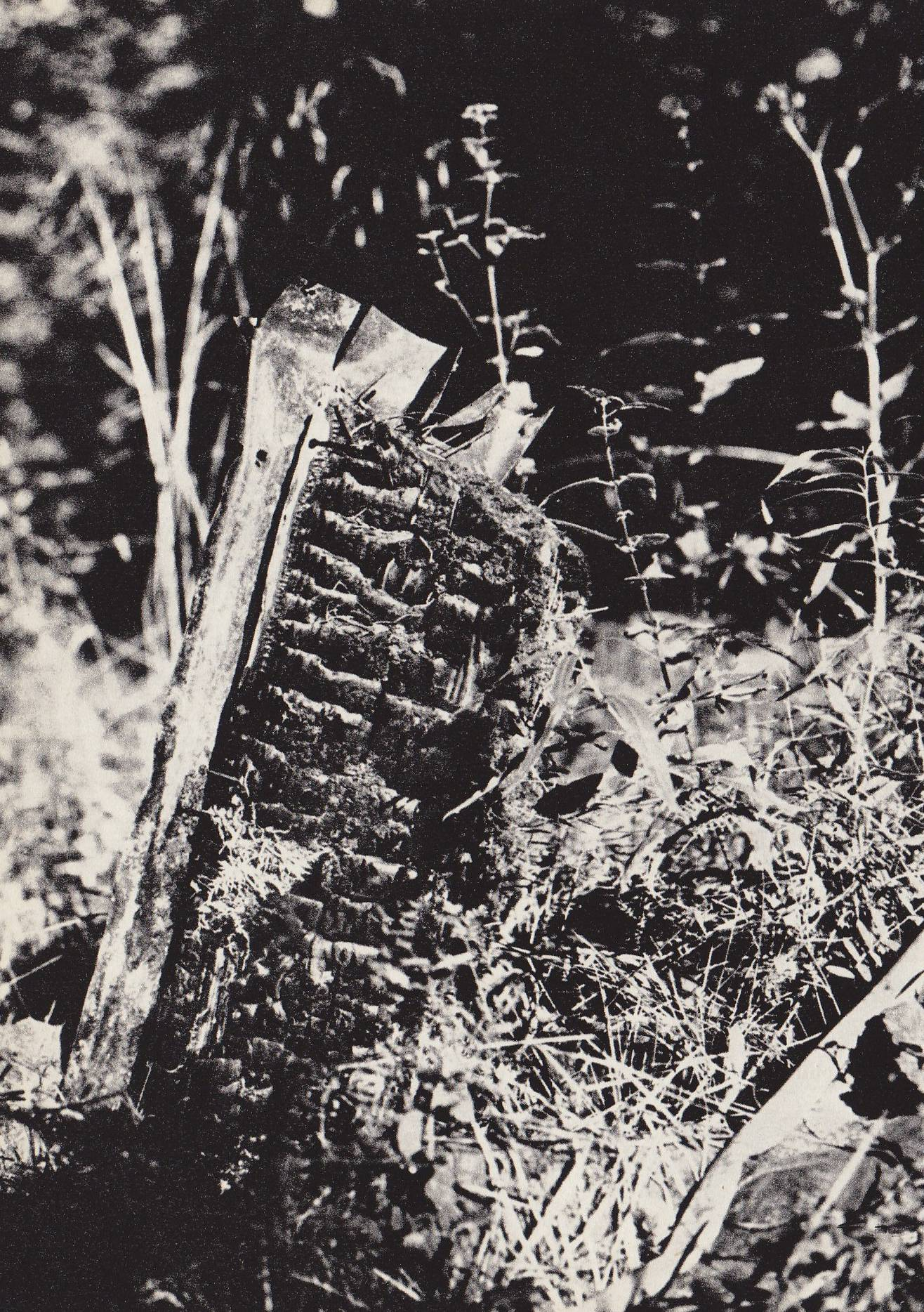
Ruiny spalonej w latach 40. XX w. wsi Zawój. Stan w 1968

Lokowana na prawie wołoskim w dobrach Balów z Hoczwi. Najstarsza wzmianka o wsi pochodzi z 1552, położona w ziemi sanockiej województwa ruskiego. Podczas najazdu szwedzkiego prawie całkowicie zniszczona (ocalał 1 dom). Odradzała się powoli. W 1848 roku w wyniku uwłaszczenia chłopów ziemia i budynki stały się własnością rolników mieszkających w Zawoju. W połowie XIX wieku właścicielką posiadłości tabularnej w Zawoju była Sabina Krajewska. W 1899 rozparcelowana posiadłość dworska (401 ha. powierzchni) należała do Hrycia Solana. Jako jedyna wieś w Bieszczadach stanowiła własność gromady włościańskiej.
W 1860 wzniesiono w Zawoju filialną cerkiew pw. św. Michała Archanioła, należącą do parafii w Jaworcu i spaloną przez LWP w 1947. W 1880 wieś liczyła 25 domów i 178 mieszkańców. Była wsią z przewagą wyznawców religii rzymskokatolickiej (147 rzym., 24 grek., 7 mojż.).
W 1943 wieś liczyła 284 mieszkańców. Po 1945 (m.in. wskutek wysiedleń) Zawój stał się wsią wymarłą. Do naszych czasów zachował się niewielki cmentarz z dwoma nagrobkami oraz lipą o obwodzie 6 m. W 2004 poświęcono tu pamiątkowy krzyż.
Na miejscu dawnej osady, przy starej drodze prowadzącej do brodu na Wetlince, znajduje się schron przeciwdeszczowy, a przy nim tablica zawierająca skróconą historię wsi.
Przez Zawój przebiega otwarta 14 czerwca 2012 ścieżka historyczna "Bieszczady Odnalezione", wiodąca po nieistniejących już wsiach Jaworzec, Łuh i Zawój. Na jej trasie znajdują się dwujęzyczne tablice (w języku polskim i ukraińskim), wskazujące granice wsi, miejsca po cerkwiach, cmentarze, studnie z odtworzonymi cembrowinami i żurawiami (widoczne wzdłuż drogi z Polanek do Kalnicy) oraz piwnice dawnych domostw, a także zebrane przez Stowarzyszenie Rozwoju Wetliny i Okolic relacje dawnych mieszkańców tych wsi, przymusowo wysiedlonych w latach 1945-1947. Wytyczenie ścieżki historycznej miało na celu ocalenie od zapomnienia ostatnich śladów dawnych mieszkańców (Ukraińców, Polaków i Żydów) oraz uczczenie pamięci wszystkich, którzy musieli opuścić swoje domostwa wiosną 1947 roku.